# Runcinia oculifrons
Runcinia oculifrons là một loài nhện trong họ Thomisidae.
Loài này thuộc chi Runcinia. Runcinia oculifrons được Embrik Strand miêu tả năm 1907.